# Fabian Schwingenschlögl
Fabian Schwingenschlögl (Erlangen, 15 agosto 1991) è un ex nuotatore tedesco.

## Biografia
All'Universiade di Taipei 2017 ha vinto la medaglia di bronzo nei 50 metri rana, preceduto dal bielorusso Il'ja Šymanovič (oro) e dallo svedese Erik Skagius (argento).
Ai Campionati europei di nuoto di Glasgow 2018 ha vinto, con i connazionali Christian Diener, Marius Kusch, Damian Wierling, Jan-Philip Glania e Philip Heintz, la medaglia di bronzo nella staffetta 4x100 metri misti.
Nel 2021 ha rappresentato i Toronto Titans nella terza stagione dell'International Swimming League.

## Palmarès
- Europei:

Glasgow 2018: bronzo nella 4x100m misti.
- Universiadi:

Taipei 2017: bronzo nei 50m rana.